# Humbertium
Genre
Humbertium est un genre de vers plats terrestres de la famille des Geoplanidae (sous-famille des Bipaliinae).

## Étymologie
Le genre Humbertium tire son nom du naturaliste suisse Aloïs Humbert (1829-1887) qui a décrit plusieurs espèces du Sri Lanka, désormais rattachées à ce genre,.

## Description
Les espèces du genre Humbertium se caractérisent par la présence d'une papille pénienne bien développée dans l'appareil copulateur, similaire à celle de Bipalium, mais avec les ovovitelloductes entrant dans l'atrium femelle antérieurement et non postérieurement comme chez Bipalium.

## Systématique
Le genre Humbertium a été créé en 2001 par Robert Edward Ogren (d) (1922-2005), zoologiste américain, et Ronald Sluys (d), zoologiste néerlandais. Le nom valide complet (avec auteur) de ce taxon est ainsi Humbertium Ogren & Sluys, 2001.

### Liste des espèces
Selon la base de données World Register of Marine Species (18 janvier 2024), le genre Humbertium contient les espèces suivantes :
- Humbertium core (de Beauchamp, 1930)
- Humbertium depressum (Ritter-Zahony R., 1905)
- Humbertium diana (Humbert, 1862)
- Humbertium dodabettae (de Beauchamp, 1930)
- Humbertium ferrugineoideum (Sabussowa, 1925)
- Humbertium interruptum (von Graff, 1899) Solà, Sluys, Riutort & Kawakatsu, 2023
- Humbertium ithorense Solà & Sluys, 2023
- Humbertium kelleri Graff, 1899
- Humbertium longicanale (Sabussowa, 1925)
- Humbertium palnisium (de Beauchamp, 1930)
- Humbertium penangense (Kawakatsu, 1986)
- Humbertium penrissenense (de Beauchamp, 1925)
- Humbertium penzigi (Müller, 1902) Solà, Sluys, Riutort & Kawakatsu, 2023
- Humbertium phebe (Humbert & Claparède, 1862)
- Humbertium proserpina (Humbert, 1862)
- Humbertium ravenalae (Graff, 1899), l'espèce type du genre
- Humbertium subboreale (Sabussowa, 1925)
- Humbertium umbrinum (Geba, 1909)
- Humbertium voigti (Graff, 1899)
- Humbertium woodworthi (Graff, 1899)

### Synonymes, reclassements, noms invalides
D'après World Register of Marine Species (18 janvier 2024), les espèces suivantes sont des noms oubliés, donc invalides :
- Humbertium ceres (Moseley, 1874)
- Humbertium ferrugineum (Graff, 1899)
- Humbertium girardi (Graff, 1899)
- Humbertium sikorai (Graff, 1899)

D'après World Register of Marine Species (18 janvier 2024), les espèces suivantes sont des synonymes :
- l'espèce Humbertium covidum Justine, Gastineau, Gros, Gey, Ruzzier, Charles & Winsor, 2022 a été déplacée dans le genre Vermiviatum sous le nom Vermiviatum covidum (Justine, Gastineau, Gros, Gey, Ruzzier, Charles & Winsor, 2022) Sola & Sluys, 2023 ;
- l'espèce Humbertium negritorum (Beauchamp, 1930) est Diversibipalium negritorum (Graff, 1899) ;
- l'espèce Humbertium phoebe Ogren & Sluys, 2001 est Humbertium phebe (Humbert & Claparède, 1862). Il s'agit d'une erreur orthographique ;
- l'espèce Humbertium pseudophallicum (de Beauchamp, 1925) Kawakatsu, Ogren, Froehlich,Takai, M. & Sasaki, 2002 a été déplacée dans le genre Novibipalium sous le nom Novibipalium pseudophallicum (de Beauchamp, 1925) Sola, Sluys, Riutort & Kawakatsu.

### Publication originale
1. ↑  
Aloïs Humbert, E. Claparede, « Description de quelques especes nouvelles de Palenaires terrestres de Ceylon par Humbert, suivie d'observations anatomiques sur le genre Bipallum par E Claparede », Mem Soc Physique Hist Nat Geneve, vol. 16, 1-19, 1862, p. 293-311
2. 1 2  
R. E. Ogren et R. Sluys, « The genus Humbertium gen. nov., a new taxon of the land planarian family Bipaliidae (Tricladida, Terricola) », Belgian Journal of Zoology, vol. 131, no 1,‎ 2001, p. 201–204